# Provinz Cartago
Cartago ist eine Provinz in Costa Rica. Sie liegt ohne Meereszugang im Zentrum des Landes. Die Nachbarprovinzen sind Limón im Osten und San José im Westen. Die Hauptstadt ist Cartago. Die Provinz hat eine Fläche von 3125 km² und 490.903 Einwohner (2011).

## Verwaltungsgliederung
Die Provinz ist in 8 Kantone gegliedert.
| Kanton    | Hauptstadt | Einwohner (2011) | Fläche in km² |
| --------- | ---------- | ---------------- | ------------- |
| Alvarado  | Pacayas    | 14.312           | 81,06         |
| Cartago   | Cartago    | 147.898          | 287,77        |
| El Guarco | Tejar      | 41.793           | 167,69        |
| Jiménez   | Juan Viñas | 14.669           | 286,43        |
| La Unión  | Tres Ríos  | 99.399           | 44,83         |
| Oreamuno  | San Rafael | 45.473           | 202,31        |
| Paraíso   | Paraíso    | 57.743           | 411,91        |
| Turrialba | Turrialba  | 69.616           | 1.642,67      |

## Liste der Sehenswürdigkeiten in der Provinz Cartago
- Nationalpark Vulkan Irazú, höchster Vulkan Costa Ricas (3432 m. ü. M.)
- Nationalpark Vulkan Turrialba
- Nationalpark Tapantí, Primärregenwald
- Valle Orosí, das für den Kaffeeanbau bekannte Tal des Río Orosí
- Nationalmonument Guayabo, bedeutendste Präkolumbianische Ausgrabungsstätte Costa Ricas
- Lancaster Garden, Orchideensammlung
- Klosterruinen Ujarrás, ein ehemaliger Konvent im Orosítal
- Kirche Orosí, die 1735 im Kolonialstil erbaut wurde und noch vollständig erhalten ist. Ein kleines Museum ist im Nebengebäude untergebracht.